# Bracon buquetii
Bracon buquetii är en stekelart som beskrevs av Maximilian Spinola 1840. Bracon buquetii ingår i släktet Bracon och familjen bracksteklar. Inga underarter finns listade.